# 尾関山公園

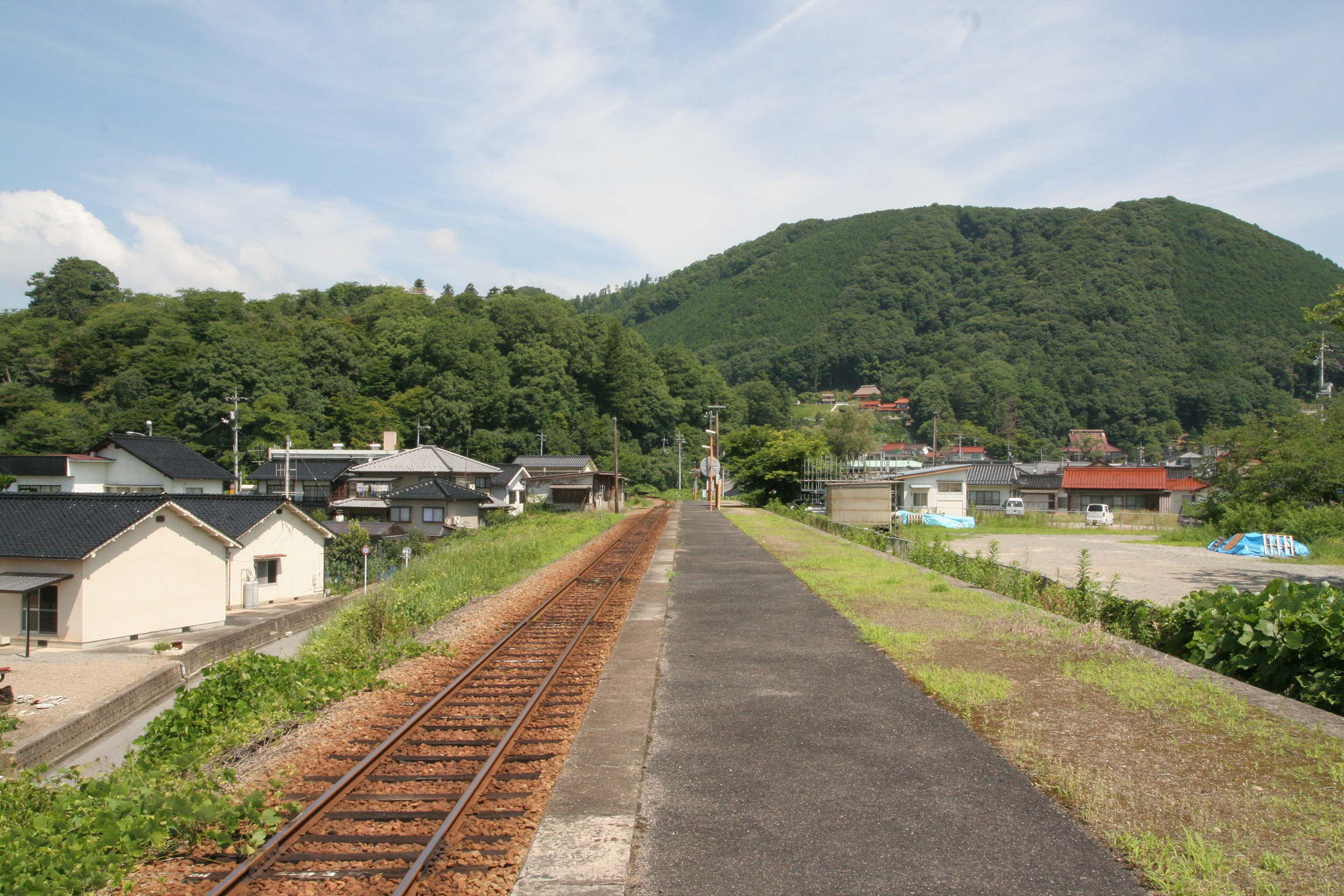
尾関山駅構内から北方向を撮影。左側の小さな山が尾関山にあたる。

尾関山公園（おぜきやまこうえん）は、広島県三次市にある都市公園（総合公園）である。サクラおよびモミジの名所として知られている。

## 概要
三次市市街地の北西、江の川沿いにあり、公園全体が一つの小さな山である。かつてはJR三江線のトンネルがこの公園の下を通り南東側に尾関山駅があった。
尾関山は古くは「小丸積山」と呼ばれ、この地には近世に比熊山城を拠点とした三吉氏の出城が置かれていた、と通説にある。江戸時代初期、当地を治めた福島正則の重臣尾関正勝が二万石を与えられ、入城してから尾関山と呼ばれる様になった。元和5年（1619年）、福島氏が改易されると、廃城とされた。代わって、浅野氏が当地を治め、寛永9年（1632年）、備後三次藩初代藩主浅野長治が入封すると、この尾関山を拠点とし下屋敷が整備され山頂（標高202m）に天文台（天体観測所）「発蒙閣」が置かれた。浅野氏三次藩は第5代藩主浅野長寔が享保5年（1720年）に夭逝し、広島本藩に帰封されるまで続いた。
近代以降、中国地方屈指の自然公園として知られ、地元出身の歌人中村憲吉は一首詠んでいる。
園内にはサクラ・ツツジ・モミジなど多数植えられている。サクラは種類が多く、八重・牡丹・枝垂れ・彼岸・染井吉野などが植えられており、開化期も4月いっぱいまでである。山頂だけではなく、南東麓の江の川沿いに大渦土手のサクラトンネルと呼ばれる延長500mの並木をつくっている。
園内にはほかにも、発蒙閣跡や高さ約80cmのキリシタン灯籠、長治三女の阿久里姫（瑤泉院）の像、中村憲吉歌碑などがある。山頂に整備された展望台からは、三次市の市街地が一望できる。
現在、三次市の市花であるサクラはこの公園を由来としている。毎年4月に行われる「三次さくら祭」の会場の一つ。

## 交通
- 中国自動車道 三次ICより15分[1]
- 西日本旅客鉄道（JR西日本）三次駅より備北交通布野・作木・赤名方面行、中国バス尾関山公園行に乗車、尾関山公園バス停で下車後徒歩5分